# Articulospora moniliformis
Articulospora moniliformis är en svampart som beskrevs av Ranzoni 1953. Articulospora moniliformis ingår i släktet Articulospora och familjen Helotiaceae.   Inga underarter finns listade i Catalogue of Life.